# 甘惠忠
甘惠忠（英語：Brendan O'Connell，1936年2月28日—2020年4月16日），美國瑪利諾外方傳教會神父，長期在臺灣臺南投入智能不足兒童早療教育，創辦中華民國啟智協會，第二十二屆醫療奉獻獎得主。

## 生平

### 早年立志
甘惠忠為1936年2月28日生於紐約市，有愛爾蘭與美國籍。他二妹出生不久後被診斷唐氏症，當時美國特殊教育才正在發展，難以到公立小學申請就讀啟智班，因此讓他下定決定要投入遲緩兒早期治療。
1963年，甘惠忠獲得紐約州立大學天主教神學碩士、及瑪利諾會宗教教育碩士學位。1963年6月8日，晉鐸為神父。

### 苗栗傳教
1963年8月21日，甘惠忠奉派到臺灣。對於為何要選臺灣，他回憶是被瑪利諾教會總會長問時，羞於啟齒想去的日本或夏威夷的意圖，被連問了三次才塘塞說「臺灣」。他最先到苗栗縣泰安鄉擔任堂區神父。當時他除學習客家話及泰雅語之外，將向教會爭取大量援助的麵粉託人製成麵條或換成稻米，送到當地人手中。在大湖教區，他見到有幾個家庭有智能不足的兒童因臺灣缺乏特殊教育，致使他們一輩子生活在黑暗的角落。
在苗栗山區傳了十一年的教後，甘惠忠獲得向教會申請再進修的資格，決定1974年至康涅狄格大学取得特殊教育碩士學位。

### 接管瑞復
1976年2月，甘惠忠接任由安美麗修女在台南市開元路的達義修院開創的瑞復益智中心。當時瑞復的專任教師有四人，其中一人是義工兼司機，學生則不到二十人。
為了廣收心智障礙兒，甘惠忠去他人家拜訪，告知可讓孩子接受早期療育，但總被拒於門外，因當時一般人對這類兒童不友善，甚至父母都認為孩子「沒用啦」、「早點過世就算了」。他了解這些家長不願承認自己的小孩「有問題」，便請社工到台南所有婦產科醫院介紹瑞復益智中心能幫助，但卻沒有任何一個孩子因此來到這裡，讓他感到挫折，一直到成大醫院小兒科醫師朱曉慧前來協助，許多家長願意聽取醫師建議，因此慢慢發展起來。
「哭了沒用」，是甘惠忠常掛在嘴邊的話，他闡釋智能不足者剛到瑞復時什麼都不會，須個別因材施教，重新學習生活習慣，從教導用筷子、穿襪、穿鞋、上廁所等開始。有一位智能不足女孩，喜歡抱著一個大娃娃，並提著一個亂七八糟的袋子，卻固執得很不讓人碰到所帶的任何東西。中心人員從她行為觀察，發現她很喜歡跳舞，隨即開音樂，使她聞樂起舞，忘了她所帶的那些東西，慢慢解除「武裝」，而甘神父更是不斷從旁讚美，後她能主動收拾餐具，而且能說些簡單詞句。他也用強硬手段，像該中心有一女性，從小坐在籠中長大，工作人員要她站起，反而不知所措，只好將她綁在椅子上，坐定後再教她走路，之後更可與常人賽跑。
在成大醫院協助之下，瑞復成為南臺灣最早提供早療轉介、托育、教養的服務中心。瑞復原先知名度不高，經由每周到此教智能不足兒童繪畫的潘元石廣為傳播，慢慢引起熱心社會公益人士注意，如啟聰學校學生就會周末假日到中心協助打掃環境。
1976年，甘惠忠發動臺灣的私立啟智教育機構，組成名為「私立啟智教育聯誼會」的組織，討論啟智教育工作者如何加強聯繫，使啟智教育在臺灣更有成效。1978年，他為協助高正幸與陳青青夫妻在高雄市創辦收容智商不足四十兒童的樂仁啟智中心，返回美國募款。1970年代臺灣尚缺啟智教育時，有甘惠忠、潘爾溫、葉由根三位神父大力投入，因此被譽為是開辦臺灣啟智教育的三巨頭。
1983年4月，在甘惠忠奔走下，創辦中華民國啟智協會，擔任首屆會長。
原先瑞復是在安平區運河街的台南漁市場用地，由於漁港擴建工程，必須拆還，甘惠忠便遠赴西德向各地慈善基金會籌款，共籌得二千三百萬元，於安平區漁光分校旁右側新建新廈，由市長蘇南成1983年4月20日主持破土典禮。至1992年，瑞復已有專任教師三十人，工作人員十餘人，學生達一百九十餘人。有占地三千坪的校地，依年齡及性質分早期療育、學前、學齡、腦性麻痺及職業訓練五個部門，此外還具體能、感官、發聲訓練、韻律療育、社會行為適應與說話技能及職前陶冶訓練，並有美勞課程，以及參酌國小或學前教育課程，所規畫的一般常識授課。
由於教會規定神父每三十年就必須回國，因此甘惠忠在1992年8月底回美三年。瑞復的主任職務由吳道遠接任。

### 成立伯利恆
1996年7月，甘惠忠暫代麥恪悌在玉井鄉德蘭啟智中心的職務半個月。
次年3月底，因台南教區主教鄭再發的請求，甘惠忠在學甲鎮成立伯利恆文教基金會，附設慈母幼稚園，初期只有了擔任執行長的他外，工作人員只有社工員張淑珍、司機周水勝和五個教師李孟如、周秀、馮秀淑、張美芳和楊美華。楊美華後來成為瑞復的主任。
當時臺灣各級學校已陸續能接辦學齡後特殊教育工作，但學齡前的發展遲緩兒仍缺乏正常教育。甘惠忠不贊同與外界隔離的教養院模式，主張在白天提供復健與教育，課後讓孩子返家享受，並讓零至六歲的遲緩兒與一般兒童一起在慈母幼稚園上課的融合教育。1997年，縣府社會局委託該基金會辦理台南縣北區嬰幼兒發展中心，提供身心障礙及發展遲緩兒日間托育及早療服務。
到2020年新聞時，伯利恆基金會還會收到從苗栗原住民部落寄來的農產品，作為甘惠忠當初照顧的感謝。

### 設立安南分校
瑞復處於安平區僻處的漁光地區，家長接送不便，基於安南區早療需求數量最大，計畫在安南區外塭購置專屬園區。在1992年時，光是要買安南的土地價格就要一千五百萬元以上。鄉城建設公司董事長顏惠山率先捐出一百五十萬元，鎮山建設公司總裁許文正也捐出一百萬元並負責籌募六百萬元。後經統一集團、羅技公司捐款，至2004年11月尚缺六百萬。後來陳水扁政府補助九百餘萬元。好人好事代表林勝男與黃守江等在台南市發起成立好人好事運動協會，認養其中的百萬元。2005年10月25日，安南分校在安和路6段122巷舉行動土。

### 三個願望
甘惠忠向當選台南市市長的賴清德說自己有三個心願，分別是填補慈母幼稚園旁的大洞、興建伯利恆早療暨融合教育中心及取得中華民國身分證。
其中慈母幼稚園旁華宗路與新生路口有一個1994年開始興建的高樓建案，因虧損而停擺十餘年，留下長約九十六公尺、寬三十二公尺、積水九公尺深的坑洞，導致慈母幼稚園後方圍牆傾斜，威脅附近居民和幼童安全，甘惠忠怨說只要他手中有石頭就往裡扔。2012年3月13日，經由臺南市府批准，地主購買中鋼在煉鋼中生產的副產品氣冷轉爐石回填。
伯利恆早療暨融合教育中心需總經費八千八百萬，甘惠忠在2014年每周一、二、四、五都會花六百元買樂透彩，但只最多中五千。募款初期他病倒住進加護病房近一個月期間，最常說的一句話是雖然自己老了，但為台灣的融合教育，請讓他再做這件事。後藉由賴清德、薛伯輝基金會創辦人陳惠如帶頭捐款並幫忙勸募，得以2015年7月7日在學甲區動土。賴清德自己也捐了五百萬。
2017年1月6日，甘惠忠從行政院長林全手中接過身分證，除成為《國籍法》修正通過後的第一人受惠者，他也成了有愛爾蘭、美國、中華民國國籍人多重國籍者。2016年《國籍法》的修改稱為「甘神父條款」，是改為對中華民國國有特殊功勳之人，無須喪失原國籍便能申請歸化。
2017年冬，甘惠忠因紅血球低下，返回美國紐約養病。2018年3月17日，他參加伯利恆早療暨融合教育中心落成典禮。3月25日再赴美養病。
2019冠狀病毒病美國疫情期間，美國時間2020年4月16日清晨1點，甘惠忠在紐約州離世。

## 榮耀
1973年、1974年，甘惠忠連續獲得全國好人好事代表及省社會處第二屆十步芳草的表揚。他還獲得行政院嘉惠智障兒童一等楷模、亞洲智能不足聯盟大會理事會榮譽會員、台灣省榮譽省民證等殊榮。
台南孔廟2000年祭孔大典時，由擔任廟委的成功大學歷史系副教授何培夫建議邀請甘惠忠、吳道遠分別擔任名宦祠與節孝祠分獻官，以彰顯兩人在臺南的特殊教育是顯現孔子的有教無類，兩位外國神父都接受。
2007年10月30日，副總統呂秀蓮應邀頒獎第七屆國家公益獎給甘惠忠、蔡永勳、嚴長庚。2012年9月14日，甘惠忠與黃勝雄、莊苹、張冠宇、鄭俊良、華淑芳及高東輝獲頒第廿二屆醫療奉獻獎。2015年12月21日，總統馬英九頒贈紫色大綬景星勳章給十二位在臺灣的外籍宗教人士，包括甘惠忠、畢耀遠、賴甘霖、秘克琳、李智、華思儉、劉一峰、柯德蘭、宋玉潔、羅芳華、亞大偉、費敦禮。

伯利恆社福基金會於2020年4月25日上午10點舉行的甘惠忠神父追思會上，總統蔡英文南下親頒褒揚令，褒揚令全文為：

財團法人臺南市私立天主教伯利恆社會福利基金會創辦人兼執行長甘惠忠神父，慈慧曠達，愷悌勞謙。少歲矢願宣教恤貧，獲美國紐約州立大學神學暨天主教瑪利諾會大修院宗教教育碩士學位，克己潛修，砥淬礪行。爰承命來臺傳道牧靈，迭赴山區扶危拯溺；踏查僻處原民部落，提供食糧物資齎助，積勤恪敏，拔濟倒懸。嗣入康乃狄克州立大學攻研特殊教育，遄返接掌瑞復益智中心，賡續創設樂仁、德蘭啟智中心暨伯利恆社會福利基金會、中華民國啟智協會，置辦學齡前托育環境，厚植遲緩兒發展訓練；籌策公私協應機制，增益照顧養護效能；倡導早期療治復健，構築融合教育網絡，計深慮遠，聖謨卓絕；踐義履方，志華日月。曾獲頒內政部績優外籍宗教人士表揚、第七屆國家公益獎、第二十二屆醫療奉獻獎暨紫色大綬景星勳章等殊譽，迺為首位歸化我國之外籍宗教人士，茂實英聲，脩名共仰。綜其生平，逾五十載大愛奉獻弱勢偏鄉，越半世紀至德周溥蓬島黎庶，儀型粹清，藹然仁者；盛範遐度，奕世芳垂。遽聞安息主懷，軫悼彌殷，應予明令褒揚，用示政府崇禮馨賢之至意。

總　　　統　蔡英文　　　　

行政院院長　蘇貞昌　　　　